# 高儒
高儒（？—？），字子醇，涿州人（今河北涿縣），明代嘉靖、隆慶年間的藏書家。

## 生平
生卒年不詳，僅知其在嘉靖年間曾任職於兵部，與李開先同為當時北方的著名藏書家。著有《百川書志》，寫於明嘉靖十九年（1540年）為其家中所藏書之目錄，共20卷。